# Alberto Festa
Alberto Augusto Antunes Festa MPIH, conhecido apenas como Alberto Festa (Santo Tirso, 21 de julho de 1939 – 2 de janeiro de 2024) foi um ex-futebolista português que jogava como Lateral.

## Carreira
No princípio dos anos 60, o Porto tinha um grande problema para resolver: arranjar um substituto para Virgílio Mendes, o "Leão de Génova", que realizara 17 temporadas no clube. A aposta foi em Festa que rapidamente se provou digno da posição. No Porto, ele jogou 114 jogos na Primeira Liga entre 1960 e 1968.
Depois, ele voltou ao Tirsense e jogou até 1972 quando se aposentou aos 33 anos.
Em 19 de Dezembro de 1966, ele foi agraciado com a Medalha de Prata da Ordem do Infante D. Henrique.

## Seleção
Festa fez 19 jogos pela Seleção Portuguesa. Ele foi o único jogador do Porto que participou na fase final da Copa do Mundo de 1966.

## Morte
Festa morreu aos 84 anos em decorrência de doença prolongada.